# Carlos Miranda y Elío
Carlos Miranda y Elío V. Conde de Casa Real de Moneda (* 27. Februar 1943 in Kairo, Ägypten) ist ein spanischer Diplomat. Er war von 2004 bis 2008 spanischer Botschafter bei Elisabeth II.

## Leben
Seine Eltern waren María Teresa de Elío y González d Amezúa Coig y Mayo IV. Conde de Casa Real de Moneda (* 1927; † 23. April 1990) und Carlos de Miranda y Quartin, Conde de Casa Miranda, zu Lebzeiten u. a. spanischer Botschafter bei der Europäischen Wirtschaftsgemeinschaft.
Miranda trat 1969 in den spanischen diplomatischen Dienst. Von 1970 bis 1975 war er an der Botschaft in Washington, D.C. Von 1975 bis 1975 war er an der Botschaft in Algier. Ab 1978 war er im spanischen Außenministerium in Abteilungen zu Europa und internationalen Organisationen beschäftigt.
1982 kam er mit Juan Antonio Yáñez-Barnuevo García ins Außenministerium und erhielt die Leitung der Abteilung Lateinamerika. Im Frühjahr 1983 musste er von der Leitung der Abteilung Lateinamerika zurücktreten, da er Juan Carlos I. kommentarlos acht Absätze Text aus einem Artikel von Felipe González in Le Monde zum Lesen gab.
Von 1983 bis 1985 war er im Verteidigungsministerium als Sonderberater des Ministers Narcís Serra, anschließend leitete er von 1986 bis 1991 im Außenministerium die Abteilung Sicherheit und Abrüstung. Von 1991 bis 1996 war er Botschafter Spaniens bei der NATO, von 1996 bis 2001 wurde Miranda im Außenministerium als Generalinspekteur beschäftigt.
Von 2001 bis Juli 2004 war er Delegierter Spaniens bei einer Abrüstungskonferenz in Genf, im Anschluss bis August 2008 Botschafter Spaniens in London.
Seit August 2008 ist er wieder Botschafter Spaniens bei der NATO in Brüssel.

## Privates
Miranda ist Mitglied der spanischen sozialistischen Arbeiterpartei.
1973 heiratete er Odette Suárez de Puga y Fontes († 30. Dezember 1995 in Brüssel). Sie haben zwei Töchter. 1999 heiratete er Elena Meneses de Orozco y Gallego de Chaves, 14. marquesa de la Rambla, mit ihr hat er auch zwei Kinder. 